# Cayaponia latiloba
Cayaponia latiloba är en gurkväxtart som först beskrevs av Célestin Alfred Cogniaux, och fick sitt nu gällande namn av Gomes-klein. Cayaponia latiloba ingår i släktet Cayaponia och familjen gurkväxter. Inga underarter finns listade i Catalogue of Life.